# Cupido erymus
Cupido erymus är en fjärilsart som beskrevs av Jean Baptiste Boisduval 1869. Cupido erymus ingår i släktet Cupido och familjen juvelvingar. Inga underarter finns listade i Catalogue of Life.